# J-14
«J-14» — щомісячний журнал для підлітків 11-19 років. Вважається одним із найперших журналів про знаменитостей для підліткового віку.
Журнал заснований 1998 року. Публікується компанією «Bauer Publishing», підрозділом німецької фірми «Bauer Verlagsgruppe» в США. Журнал містить інформацію про плітки, опитування, моду, постери, знаменитостей. Перший випуск видано в січні 2000. З квітня 2015 року журнал публікується також іспанською.
Станом на 2006 журнал «J-14» випустив 217,183 примірників, а на початку 2011 — 321,558 копій.